# Volprecht Riedesel zu Eisenbach (Erbmarschall, 1578)

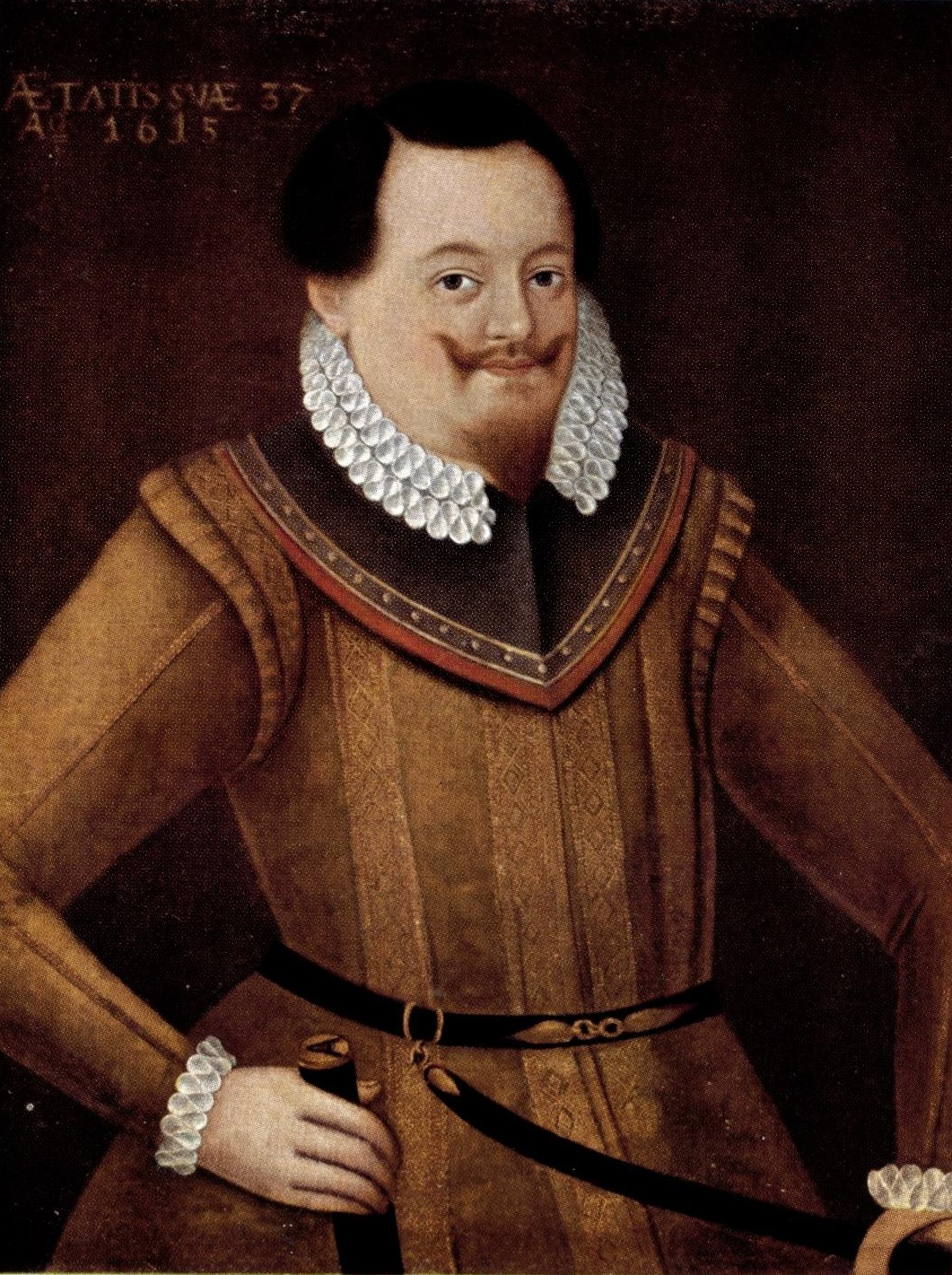
Volprecht Riedesel zu Eisenbach

Volprecht IV. Riedesel zu Eisenbach (auch Volpert) (* 10. Juli 1578; † 9. März 1632) aus der Ludwigsecker Linie des Adelsgeschlechts Riedesel war von 1610 bis 1632 Erbmarschall der hessischen Landgrafen.

## Familie
Volprecht Riedesel zu Eisenbach war der älteste Sohn von Konrad Riedesel zu Eisenbach (1546–1593) und dessen zweiter Frau Anna geb. von Boineburg. Der Vater war ein Sohn des Erbmarschalls Volprecht I. Riedesel zu Eisenbach. Zwischen Volprecht (dem Jüngeren) und seinen beiden Brüdern Georg (1580–1531) und Johann (1588–1632) kam es zu einer Aufteilung des Hauses Riedesel in die Zweige Ludwigseck (Volprecht), Altenburg (Georg) und Burg (Johann).
Volprecht Riedesel heiratete am 5. November 1598 in erster Ehe Sidonie von Dörnberg (* 13. Juli 1578 in Hausen; † 8. Juli 1624 in Treysa). Neben den Töchtern Anna (1602–1625) und Anna Catharina (1612–1665) wurde der Ehe der Sohn Kurt (1603–1665) geboren, der 1640 hessischer Erbmarschall wurde. Am 3. Juli 1625 heiratete Volprecht in zweiter Ehe Margarete Trott zu Solz. Aus dieser Ehe gingen der Sohn Wilhelm Georg (1627–1667) und die Tochter Apollonia (* 1629) hervor.

## Leben
Volprecht Riedesel zu Eisenbach erhielt zunächst Privatunterricht. Ab 1589 besuchte er die höhere Schule in Hersfeld und ab 1591 die Universität Straßburg. Am 5. Juli 1592 immatrikulierte er sich an der Universität Tübingen, kehrte aber im Herbst nach Straßburg zurück. Anfang 1594 wechselte er an die Universität Marburg. Ein Jahr später ging er auf Grand Tour und besuchte mehrere Jahre Italien.
1599 trat er als Fähnrich in das Leibregiment des Landgrafen Moritz von Hessen-Kassel ein. Er nahm an einem Kriegszug nach Rees und einem in das Elsass teil und wurde nach der Rückkehr zum Rat am Kasseler Hof ernannt. 1603 wurde er Hauptmann in Rotenburg an der Fulda.
1609 starb sein Vetter Johann Riedesel zu Eisenbach und er erbte das Amt des Erbmarschalls und die Herrschaft Riedesel. Am 1. März 1614 wurde er zum Hessen-Kasseler Geheimen Rat ernannt. Am 1. Mai 1619 wurde er Obrist der Festung Ziegenhain; diese Stellung hatte er bis zum 1. Mai 1626 inne.